# Schiller (banda)
Schiller es el proyecto musical de Christopher von Deylen (nacido en octubre de 1970 en Visselhövede, Alemania), músico, compositor y productor alemán. Fue ganador del ECHO-award (2002) para el Mejor Sencillo Dance del Año.
Christopher Von Deylen no canta en ninguna de sus composiciones, él elige colaboraciones de cantantes dentro y fuera de Alemania. Entre los músicos y vocalistas que han participado con von Deylen se encuentran: el músico y actor alemán Ben Becker, la cantante irlandesa Moya Brennan del grupo Clannad, la soprano Sarah Brightman, Peter Heppner del grupo alemán Wolfsheim, Xavier Naidoo, Maya Saban, Kim Sanders, Ana Torroja, vocalista del grupo Mecano; Tarja Turunen, exmiembro del grupo finlandés de power metal Nightwish, la cantante griega Despina Vandi, Alexander Veljanov del grupo alemán Deine Lakaien, así como otros músicos como Klaus Schulze, Mike Oldfield, Helen Boulding, Damae de Fragma, Jaël de la banda suiza Lunik, Stephenie Coker y Anna Maria Mühe.
Gran parte del material de Schiller tarda un año en ser lanzado en Norteamérica, principalmente por la traducción y la regrabación de las canciones de alemán a inglés. La música de Schiller se lanza antes en los países europeos. El canal europeo de música Music Force Europe dedica un programa a la semana para la música de Schiller, llamado "Schill-out". Después del lanzamiento en Norteamérica de Life, Christopher Von Deylen, decidió que no quería continuar con las traducciones del idioma alemán al inglés en sus canciones.
El nombre de la banda es tomado de uno de los héroes de von Deylen, el poeta alemán Friedrich Schiller.

## Carrera

### Inicios
Schiller fue integrada por Christopher von Deylen y Mirko von Schlieffen en 1998, lanzando su primer sencillo, Glockenspiel. Después lanzaron su primer álbum, Zeitgeist en 1999, que en su concepto musical se dirigía más al público de los clubes nocturnos,y/o de bailes, con numerosas reediciones de los sencillos, cuando el mayor éxito tiene el título Ruhe. Una idea original aplicada son las voces en alemán entre la mayoría de las canciones, que seguirán distinguiendo las producciones en álbumes posteriores. El contenido no tuvo alteraciones en su edición americana, pero existen traducciones de las palabras, para darse a conocer por el público internacional. El segundo álbum de estudio de Schiller fue Weltreise inspirado por el viaje de dos meses que von Deylen hizo con su padre de Londres a Pekín. El contenido de Weltreise marca una revolución, ya que son invitados intérpretes, en su mayoría basados en Alemania, que se convierten en colaboradores y de facto coproductores. Dream of you se convierte en himno en el mercado internacional y la popularidad del proyecto sale de sus fronteras originales. En Ein Schöner Tag utiliza la voz de Isgaard y hace remembranza de una popular ópera, y es utilizada en un futuro por Sarah Brightman también. Kim Sanders graba dos canciones y en este tramo se organiza la primera presentación en vivo, que probablemente origina el cambio de dirección del proyecto y da como resultado la continuación laboral de Schiller con Christopher von Deylen en solitario.
Christopher y Mirko se separaron por diferencias creativas.

### Después de la separación
Después de que la banda se separara, se lanzó su tercer álbum de estudio llamado "Leben", siendo lanzada primero la versión en alemán. Se lanzaron varios sencillos, incluyendo las canciones con Maya Saban ("I've seen it all", "I miss you") y "Smile" con Sarah Brightman, junto con "Liebe", grabada con Mila Mar y "I feel you" con Peter Heppner. La versión americana de la canción "Liebe" fue lanzada como "Love" con letras en inglés.
El cuarto álbum de Schiller fue llamado Tag Und Nacht (Día y Noche) y fue lanzado en Alemania en el año 2005. Esta producción marca el final del uso de voces entre las canciones y posteriormente se usan las mismas como parte del contenido,y no en inicios o finales. Jette von Roth se convierte en colaboradora estrella, con cuatro canciones en total, distribuidas en las tres ediciones que tuvo este álbum. Thomas Dürr presta su voz para el primer sencillo, cantando en alemán al estilo hip-hop,y no obstante la innovación el sonido resulta muy original. En esta etapa Christopher busca con fervor el reconocimiento internacional y por primera vez se presenta en vivo fuera de las fronteras alemanas, en Grecia, Emiratos Árabes Unidos, Ucrania y Albania. La calidad de los espectáculos en vivo crece de manera casi vertical, con impresionante contenido audiovisual.
Su quinto álbum, Sehnsucht (Anhelo) fue anunciado en 2007 y se lanzó a la venta el 22 de febrero de 2008. Más de 100,000 copias de Sehnsucht han sido vendidas desde el lanzamiento del álbum
"Sehnsucht" fue lanzada con el nombre "Desire" en el mercado internacional el 26 de mayo de 2008.
Maserati utilizó la canción de Schiller "Drifting and Dreaming" para el video promocional del Maserati Granturismo.
El 2010 vio la salida del sexto álbum de estudio, con nombre Atemlos(Sin aliento)con fecha de lanzamiento el 12 de marzo. La edición tiene dos discos compactos, con veintinueve canciones en total, utilizando las voces de artistas como Mía Bergström, Anggun, Kate Havnevik, así como muchos otros.Dos meses después se efectuó una exitosa gira que tuvo de efecto popularizar las nuevas canciones, así como títulos de renombre de producciones previas.

## Discografía

### Álbumes

#### Lanzamientos en Alemania
Entre paréntesis se encuentran las que han sido traducidas al inglés.
- 1999 Zeitgeist (Spirit of The Age)
- 2001 Weltreise (Voyage)
- 2003 Leben (Life)
- 2004 Live Erleben (Live Experience)
- 2005 Tag und Nacht (Day and Night)
- 2006 Tagtraum (Daydream)
- 2008 Sehnsucht (Desire)
- 2008 Sehnsucht Live
- 2010 Atemlos (Breathless) (2xCD) (Release 12 March) (GER: #4)
- 2010 Atemlos Live
- 2010 Lichtblick Ep (Ray of Hope Ep)
- 2011 Die Einlassmusik 7
- 2012 Sonne
- 2013 Sonne Chillout Edition
- 2014 Symphonia
- 2016 Future
- 2019  MORGENSTUND (Schiller)
- 2020  COLORS

#### Lanzamiento en Estados Unidos
- 2001 Zeitgeist (Spirit of the Time)
- 2002 Voyage& DVD
- 2004 Life
- 2005 Prologue
- 2007 Day and Night
- 2008 Desire
- 2010 Breathless

## Enlaces
- Official International Homepage (en German) (en English)